# Jacques Zimako
Jacques Zimako (Lifou, 28 dicembre 1951 – 8 dicembre 2021) è stato un calciatore francese, di ruolo centrocampista.

## Carriera

### Nazionale
Ha collezionato 13 presenze con la propria nazionale. Fu il primo giocatore di origine kanak a giocare per la Francia.

## Palmarès
- Ligue 1: 1 
Saint-Étienne: 1980-81